# Lista di asteroidi (319001-320000)
Di seguito una lista di asteroidi dal numero 319001 al 320000 con data di scoperta e scopritore.

## 319001-319100
| Nome                  | Designazione provvisoria | Data di scoperta  | Scopritore        |
| --------------------- | ------------------------ | ----------------- | ----------------- |
| 319001 -              | 2005 UG431               | 24 ottobre 2005   | Spacewatch        |
| 319002 -              | 2005 UR434               | 29 ottobre 2005   | Mt. Lemmon Survey |
| 319003 -              | 2005 UE448               | 30 ottobre 2005   | LINEAR            |
| 319004 -              | 2005 UB476               | 23 ottobre 2005   | NEAT              |
| 319005 -              | 2005 UY477               | 27 ottobre 2005   | Spacewatch        |
| 319006 -              | 2005 UT478               | 27 ottobre 2005   | Mt. Lemmon Survey |
| 319007 -              | 2005 UN479               | 30 ottobre 2005   | CSS               |
| 319008 -              | 2005 UR482               | 22 ottobre 2005   | CSS               |
| 319009 Kudirka        | 2005 UP488               | 10 ottobre 2005   | Moletai           |
| 319010 -              | 2005 UX488               | 23 ottobre 2005   | CSS               |
| 319011 -              | 2005 UE492               | 24 ottobre 2005   | NEAT              |
| 319012 -              | 2005 UM497               | 27 ottobre 2005   | LINEAR            |
| 319013 -              | 2005 UR497               | 27 ottobre 2005   | LINEAR            |
| 319014 -              | 2005 UF500               | 27 ottobre 2005   | NEAT              |
| 319015 -              | 2005 UE502               | 23 ottobre 2005   | CSS               |
| 319016 -              | 2005 UK509               | 29 ottobre 2005   | CSS               |
| 319017 -              | 2005 UU511               | 28 ottobre 2005   | Mt. Lemmon Survey |
| 319018 -              | 2005 UC512               | 28 ottobre 2005   | Mt. Lemmon Survey |
| 319019 -              | 2005 UT521               | 26 ottobre 2005   | Becker, A. C.     |
| 319020 -              | 2005 UN530               | 27 ottobre 2005   | Spacewatch        |
| 319021 -              | 2005 VA1                 | 3 novembre 2005   | LINEAR            |
| 319022 -              | 2005 VA5                 | 5 novembre 2005   | Spacewatch        |
| 319023 -              | 2005 VF5                 | 8 novembre 2005   | Sarneczky, K.     |
| 319024 -              | 2005 VZ5                 | 11 novembre 2005  | LINEAR            |
| 319025 -              | 2005 VS14                | 3 novembre 2005   | Mt. Lemmon Survey |
| 319026 -              | 2005 VM18                | 1º novembre 2005  | Spacewatch        |
| 319027 -              | 2005 VQ18                | 1º novembre 2005  | Spacewatch        |
| 319028 -              | 2005 VL19                | 1º novembre 2005  | Spacewatch        |
| 319029 -              | 2005 VL25                | 2 novembre 2005   | LINEAR            |
| 319030 -              | 2005 VF26                | 11 ottobre 2005   | Spacewatch        |
| 319031 -              | 2005 VV39                | 4 novembre 2005   | CSS               |
| 319032 -              | 2005 VQ40                | 4 novembre 2005   | Mt. Lemmon Survey |
| 319033 -              | 2005 VD44                | 3 novembre 2005   | Mt. Lemmon Survey |
| 319034 -              | 2005 VZ49                | 2 novembre 2005   | Mt. Lemmon Survey |
| 319035 -              | 2005 VB52                | 3 novembre 2005   | CSS               |
| 319036 -              | 2005 VN60                | 5 novembre 2005   | CSS               |
| 319037 -              | 2005 VP66                | 1º novembre 2005  | Mt. Lemmon Survey |
| 319038 -              | 2005 VD69                | 1º novembre 2005  | Mt. Lemmon Survey |
| 319039 -              | 2005 VG70                | 1º novembre 2005  | Mt. Lemmon Survey |
| 319040 -              | 2005 VH71                | 1º novembre 2005  | Mt. Lemmon Survey |
| 319041 -              | 2005 VY71                | 1º novembre 2005  | Mt. Lemmon Survey |
| 319042 -              | 2005 VU75                | 2 novembre 2005   | Mt. Lemmon Survey |
| 319043 -              | 2005 VT95                | 6 novembre 2005   | Spacewatch        |
| 319044 -              | 2005 VZ98                | 27 settembre 1994 | Spacewatch        |
| 319045 -              | 2005 VF104               | 25 ottobre 2005   | Spacewatch        |
| 319046 -              | 2005 VA109               | 6 novembre 2005   | Mt. Lemmon Survey |
| 319047 -              | 2005 VQ110               | 6 novembre 2005   | Mt. Lemmon Survey |
| 319048 -              | 2005 VH114               | 10 novembre 2005  | Mt. Lemmon Survey |
| 319049 -              | 2005 VS123               | 2 novembre 2005   | Mt. Lemmon Survey |
| 319050 -              | 2005 VM126               | 1º novembre 2005  | Becker, A. C.     |
| 319051 -              | 2005 VO130               | 1º novembre 2005  | Becker, A. C.     |
| 319052 -              | 2005 VT130               | 8 ottobre 2005    | Spacewatch        |
| 319053 -              | 2005 VB134               | 1º novembre 2005  | Becker, A. C.     |
| 319054 -              | 2005 WT7                 | 21 novembre 2005  | NEAT              |
| 319055 -              | 2005 WZ7                 | 27 ottobre 2005   | Mt. Lemmon Survey |
| 319056 -              | 2005 WV11                | 22 novembre 2005  | Spacewatch        |
| 319057 -              | 2005 WT13                | 1º ottobre 2005   | Mt. Lemmon Survey |
| 319058 -              | 2005 WE16                | 22 novembre 2005  | Spacewatch        |
| 319059 -              | 2005 WF16                | 22 novembre 2005  | Spacewatch        |
| 319060 -              | 2005 WZ17                | 22 novembre 2005  | Spacewatch        |
| 319061 -              | 2005 WV20                | 21 novembre 2005  | Spacewatch        |
| 319062 -              | 2005 WZ24                | 21 novembre 2005  | Spacewatch        |
| 319063 -              | 2005 WT26                | 27 ottobre 2005   | Mt. Lemmon Survey |
| 319064 -              | 2005 WL27                | 21 novembre 2005  | Spacewatch        |
| 319065 -              | 2005 WE28                | 21 novembre 2005  | Spacewatch        |
| 319066 -              | 2005 WC29                | 21 novembre 2005  | Spacewatch        |
| 319067 -              | 2005 WJ34                | 21 novembre 2005  | CSS               |
| 319068 -              | 2005 WP37                | 22 novembre 2005  | Spacewatch        |
| 319069 -              | 2005 WA39                | 9 novembre 2005   | Spacewatch        |
| 319070 -              | 2005 WO43                | 21 novembre 2005  | Spacewatch        |
| 319071 -              | 2005 WT54                | 25 novembre 2005  | Kocher, P.        |
| 319072 -              | 2005 WY56                | 29 novembre 2005  | Healy, D.         |
| 319073 -              | 2005 WC57                | 28 novembre 2005  | NEAT              |
| 319074 -              | 2005 WD81                | 26 novembre 2005  | Mt. Lemmon Survey |
| 319075 -              | 2005 WE87                | 28 novembre 2005  | Mt. Lemmon Survey |
| 319076 -              | 2005 WR87                | 28 novembre 2005  | Mt. Lemmon Survey |
| 319077 -              | 2005 WQ89                | 26 novembre 2005  | Spacewatch        |
| 319078 -              | 2005 WM93                | 25 novembre 2005  | Mt. Lemmon Survey |
| 319079 -              | 2005 WD94                | 26 novembre 2005  | Spacewatch        |
| 319080 -              | 2005 WF98                | 28 novembre 2005  | Spacewatch        |
| 319081 -              | 2005 WA113               | 25 novembre 2005  | CSS               |
| 319082 -              | 2005 WJ113               | 25 novembre 2005  | CSS               |
| 319083 -              | 2005 WH115               | 29 novembre 2005  | Mt. Lemmon Survey |
| 319084 -              | 2005 WZ118               | 24 ottobre 2005   | Spacewatch        |
| 319085 -              | 2005 WD127               | 1º novembre 2005  | Spacewatch        |
| 319086 -              | 2005 WL127               | 25 novembre 2005  | Mt. Lemmon Survey |
| 319087 -              | 2005 WN127               | 25 novembre 2005  | Mt. Lemmon Survey |
| 319088 -              | 2005 WS135               | 26 novembre 2005  | Spacewatch        |
| 319089 -              | 2005 WA140               | 26 novembre 2005  | Mt. Lemmon Survey |
| 319090 Barbarahillary | 2005 WQ140               | 26 novembre 2005  | Mt. Lemmon Survey |
| 319091 -              | 2005 WR146               | 25 novembre 2005  | Spacewatch        |
| 319092 -              | 2005 WE147               | 25 novembre 2005  | Spacewatch        |
| 319093 -              | 2005 WH148               | 26 novembre 2005  | CSS               |
| 319094 -              | 2005 WU149               | 28 novembre 2005  | Spacewatch        |
| 319095 -              | 2005 WG150               | 28 novembre 2005  | Spacewatch        |
| 319096 -              | 2005 WD157               | 22 novembre 2005  | Spacewatch        |
| 319097 -              | 2005 WK160               | 28 novembre 2005  | Spacewatch        |
| 319098 -              | 2005 WS164               | 29 novembre 2005  | Mt. Lemmon Survey |
| 319099 -              | 2005 WZ165               | 22 novembre 2005  | Spacewatch        |
| 319100 -              | 2005 WN166               | 29 novembre 2005  | Mt. Lemmon Survey |

## 319101-319200
| Nome     | Designazione provvisoria | Data di scoperta | Scopritore        |
| -------- | ------------------------ | ---------------- | ----------------- |
| 319101 - | 2005 WZ171               | 30 novembre 2005 | Mt. Lemmon Survey |
| 319102 - | 2005 WP173               | 30 novembre 2005 | LINEAR            |
| 319103 - | 2005 WE183               | 28 novembre 2005 | LINEAR            |
| 319104 - | 2005 WJ191               | 22 novembre 2005 | CSS               |
| 319105 - | 2005 WG197               | 30 novembre 2005 | LONEOS            |
| 319106 - | 2005 WK201               | 28 novembre 2005 | CSS               |
| 319107 - | 2005 WV202               | 30 novembre 2005 | Spacewatch        |
| 319108 - | 2005 WE211               | 25 novembre 2005 | Mt. Lemmon Survey |
| 319109 - | 2005 XG                  | 1º dicembre 2005 | Healy, D.         |
| 319110 - | 2005 XW13                | 1º dicembre 2005 | Spacewatch        |
| 319111 - | 2005 XU14                | 1º dicembre 2005 | Spacewatch        |
| 319112 - | 2005 XA15                | 1º dicembre 2005 | Spacewatch        |
| 319113 - | 2005 XY18                | 1º dicembre 2005 | Spacewatch        |
| 319114 - | 2005 XC27                | 4 dicembre 2005  | Spacewatch        |
| 319115 - | 2005 XW33                | 4 dicembre 2005  | Spacewatch        |
| 319116 - | 2005 XF63                | 5 dicembre 2005  | Mt. Lemmon Survey |
| 319117 - | 2005 XU63                | 6 dicembre 2005  | LINEAR            |
| 319118 - | 2005 XH65                | 7 dicembre 2005  | LINEAR            |
| 319119 - | 2005 XP65                | 3 dicembre 2005  | Spacewatch        |
| 319120 - | 2005 XV73                | 6 dicembre 2005  | Spacewatch        |
| 319121 - | 2005 XD76                | 7 dicembre 2005  | Spacewatch        |
| 319122 - | 2005 XL76                | 7 dicembre 2005  | CSS               |
| 319123 - | 2005 XR77                | 9 dicembre 2005  | LINEAR            |
| 319124 - | 2005 XR80                | 10 dicembre 2005 | CSS               |
| 319125 - | 2005 XR83                | 5 dicembre 2005  | LINEAR            |
| 319126 - | 2005 XP90                | 8 dicembre 2005  | Spacewatch        |
| 319127 - | 2005 XQ105               | 1º dicembre 2005 | Buie, M. W.       |
| 319128 - | 2005 XR116               | 5 dicembre 2005  | Spacewatch        |
| 319129 - | 2005 YC2                 | 6 novembre 2005  | Mt. Lemmon Survey |
| 319130 - | 2005 YZ2                 | 21 dicembre 2005 | CSS               |
| 319131 - | 2005 YN6                 | 21 dicembre 2005 | CSS               |
| 319132 - | 2005 YY7                 | 22 dicembre 2005 | Spacewatch        |
| 319133 - | 2005 YK8                 | 22 dicembre 2005 | Spacewatch        |
| 319134 - | 2005 YV8                 | 20 dicembre 2005 | Young, J. W.      |
| 319135 - | 2005 YB11                | 21 dicembre 2005 | Spacewatch        |
| 319136 - | 2005 YJ11                | 8 dicembre 2005  | Spacewatch        |
| 319137 - | 2005 YM13                | 22 dicembre 2005 | Spacewatch        |
| 319138 - | 2005 YR14                | 22 dicembre 2005 | Spacewatch        |
| 319139 - | 2005 YP15                | 22 dicembre 2005 | Spacewatch        |
| 319140 - | 2005 YX18                | 23 dicembre 2005 | Spacewatch        |
| 319141 - | 2005 YJ21                | 24 dicembre 2005 | Spacewatch        |
| 319142 - | 2005 YG23                | 24 dicembre 2005 | Spacewatch        |
| 319143 - | 2005 YT23                | 24 dicembre 2005 | Spacewatch        |
| 319144 - | 2005 YJ24                | 24 dicembre 2005 | Spacewatch        |
| 319145 - | 2005 YZ26                | 22 dicembre 2005 | Spacewatch        |
| 319146 - | 2005 YA28                | 22 dicembre 2005 | Spacewatch        |
| 319147 - | 2005 YU28                | 22 dicembre 2005 | Spacewatch        |
| 319148 - | 2005 YL30                | 21 dicembre 2005 | Spacewatch        |
| 319149 - | 2005 YU39                | 22 dicembre 2005 | Spacewatch        |
| 319150 - | 2005 YF53                | 22 dicembre 2005 | Spacewatch        |
| 319151 - | 2005 YM56                | 22 dicembre 2005 | Spacewatch        |
| 319152 - | 2005 YX56                | 24 dicembre 2005 | Spacewatch        |
| 319153 - | 2005 YP61                | 24 dicembre 2005 | Spacewatch        |
| 319154 - | 2005 YK65                | 25 dicembre 2005 | Spacewatch        |
| 319155 - | 2005 YN66                | 27 ottobre 2005  | Mt. Lemmon Survey |
| 319156 - | 2005 YK67                | 26 dicembre 2005 | Spacewatch        |
| 319157 - | 2005 YG69                | 26 dicembre 2005 | Spacewatch        |
| 319158 - | 2005 YJ75                | 24 dicembre 2005 | Spacewatch        |
| 319159 - | 2005 YT75                | 24 dicembre 2005 | Spacewatch        |
| 319160 - | 2005 YV77                | 24 dicembre 2005 | Spacewatch        |
| 319161 - | 2005 YB80                | 24 dicembre 2005 | Spacewatch        |
| 319162 - | 2005 YX82                | 24 dicembre 2005 | Spacewatch        |
| 319163 - | 2005 YQ83                | 24 dicembre 2005 | Spacewatch        |
| 319164 - | 2005 YB84                | 24 dicembre 2005 | Spacewatch        |
| 319165 - | 2005 YJ85                | 26 novembre 2005 | Mt. Lemmon Survey |
| 319166 - | 2005 YJ88                | 25 dicembre 2005 | Mt. Lemmon Survey |
| 319167 - | 2005 YU92                | 27 dicembre 2005 | Mt. Lemmon Survey |
| 319168 - | 2005 YY99                | 28 dicembre 2005 | Spacewatch        |
| 319169 - | 2005 YR108               | 25 dicembre 2005 | Spacewatch        |
| 319170 - | 2005 YW108               | 25 dicembre 2005 | Spacewatch        |
| 319171 - | 2005 YS110               | 25 dicembre 2005 | Spacewatch        |
| 319172 - | 2005 YR111               | 25 dicembre 2005 | Spacewatch        |
| 319173 - | 2005 YS111               | 25 dicembre 2005 | Spacewatch        |
| 319174 - | 2005 YQ114               | 25 dicembre 2005 | Spacewatch        |
| 319175 - | 2005 YE115               | 25 dicembre 2005 | Spacewatch        |
| 319176 - | 2005 YR116               | 25 dicembre 2005 | Spacewatch        |
| 319177 - | 2005 YW117               | 25 dicembre 2005 | Spacewatch        |
| 319178 - | 2005 YU118               | 26 dicembre 2005 | Mt. Lemmon Survey |
| 319179 - | 2005 YH120               | 27 dicembre 2005 | Mt. Lemmon Survey |
| 319180 - | 2005 YU124               | 26 dicembre 2005 | Spacewatch        |
| 319181 - | 2005 YH125               | 26 dicembre 2005 | Spacewatch        |
| 319182 - | 2005 YO129               | 24 dicembre 2005 | Spacewatch        |
| 319183 - | 2005 YD131               | 25 dicembre 2005 | Mt. Lemmon Survey |
| 319184 - | 2005 YY131               | 25 dicembre 2005 | Mt. Lemmon Survey |
| 319185 - | 2005 YZ133               | 26 dicembre 2005 | Spacewatch        |
| 319186 - | 2005 YW138               | 26 dicembre 2005 | Spacewatch        |
| 319187 - | 2005 YL144               | 28 dicembre 2005 | Mt. Lemmon Survey |
| 319188 - | 2005 YS144               | 28 dicembre 2005 | Mt. Lemmon Survey |
| 319189 - | 2005 YZ144               | 28 dicembre 2005 | Mt. Lemmon Survey |
| 319190 - | 2005 YG145               | 29 dicembre 2005 | CSS               |
| 319191 - | 2005 YE149               | 25 dicembre 2005 | Spacewatch        |
| 319192 - | 2005 YA150               | 25 dicembre 2005 | Spacewatch        |
| 319193 - | 2005 YV154               | 29 dicembre 2005 | Spacewatch        |
| 319194 - | 2005 YR156               | 7 agosto 2004    | NEAT              |
| 319195 - | 2005 YW160               | 27 dicembre 2005 | Spacewatch        |
| 319196 - | 2005 YU164               | 29 dicembre 2005 | CSS               |
| 319197 - | 2005 YF165               | 21 novembre 2005 | Spacewatch        |
| 319198 - | 2005 YM167               | 27 dicembre 2005 | Spacewatch        |
| 319199 - | 2005 YY171               | 22 dicembre 2005 | CSS               |
| 319200 - | 2005 YU175               | 22 dicembre 2005 | Spacewatch        |

## 319201-319300
| Nome            | Designazione provvisoria | Data di scoperta | Scopritore        |
| --------------- | ------------------------ | ---------------- | ----------------- |
| 319201 -        | 2005 YK181               | 24 dicembre 2005 | CSS               |
| 319202 -        | 2005 YM186               | 10 novembre 2005 | Spacewatch        |
| 319203 -        | 2005 YC191               | 30 dicembre 2005 | Spacewatch        |
| 319204 -        | 2005 YH191               | 30 dicembre 2005 | Spacewatch        |
| 319205 -        | 2005 YU194               | 31 dicembre 2005 | Spacewatch        |
| 319206 -        | 2005 YH198               | 25 dicembre 2005 | Mt. Lemmon Survey |
| 319207 -        | 2005 YR198               | 25 dicembre 2005 | Spacewatch        |
| 319208 -        | 2005 YY201               | 24 dicembre 2005 | Spacewatch        |
| 319209 -        | 2005 YK205               | 26 dicembre 2005 | Mt. Lemmon Survey |
| 319210 -        | 2005 YU207               | 30 dicembre 2005 | Spacewatch        |
| 319211 -        | 2005 YN211               | 28 dicembre 2005 | NEAT              |
| 319212 -        | 2005 YH214               | 30 dicembre 2005 | CSS               |
| 319213 -        | 2005 YA227               | 25 dicembre 2005 | Mt. Lemmon Survey |
| 319214 -        | 2005 YF232               | 28 dicembre 2005 | Spacewatch        |
| 319215 -        | 2005 YP236               | 28 dicembre 2005 | Spacewatch        |
| 319216 -        | 2005 YM239               | 29 dicembre 2005 | Spacewatch        |
| 319217 -        | 2005 YX244               | 30 dicembre 2005 | Spacewatch        |
| 319218 -        | 2005 YY244               | 30 dicembre 2005 | Spacewatch        |
| 319219 -        | 2005 YM261               | 25 dicembre 2005 | Spacewatch        |
| 319220 -        | 2005 YF262               | 25 dicembre 2005 | Spacewatch        |
| 319221 -        | 2005 YD264               | 25 dicembre 2005 | Spacewatch        |
| 319222 -        | 2005 YZ272               | 30 dicembre 2005 | Spacewatch        |
| 319223 -        | 2005 YW274               | 30 dicembre 2005 | Mt. Lemmon Survey |
| 319224 -        | 2005 YV281               | 26 dicembre 2005 | Mt. Lemmon Survey |
| 319225 -        | 2005 YX290               | 28 dicembre 2005 | Spacewatch        |
| 319226 -        | 2006 AH8                 | 7 gennaio 2006   | LINEAR            |
| 319227 Erichbär | 2006 AJ8                 | 9 gennaio 2006   | Fiedler, M.       |
| 319228 -        | 2006 AS8                 | 2 gennaio 2006   | Mt. Lemmon Survey |
| 319229 -        | 2006 AD10                | 4 gennaio 2006   | Mt. Lemmon Survey |
| 319230 -        | 2006 AH15                | 5 gennaio 2006   | Mt. Lemmon Survey |
| 319231 -        | 2006 AN17                | 5 gennaio 2006   | Spacewatch        |
| 319232 -        | 2006 AO23                | 4 gennaio 2006   | Spacewatch        |
| 319233 -        | 2006 AV23                | 4 gennaio 2006   | Mt. Lemmon Survey |
| 319234 -        | 2006 AT24                | 5 dicembre 2005  | Mt. Lemmon Survey |
| 319235 -        | 2006 AE27                | 5 gennaio 2006   | Mt. Lemmon Survey |
| 319236 -        | 2006 AM30                | 2 gennaio 2006   | LINEAR            |
| 319237 -        | 2006 AO38                | 7 gennaio 2006   | Mt. Lemmon Survey |
| 319238 -        | 2006 AV39                | 7 gennaio 2006   | Mt. Lemmon Survey |
| 319239 -        | 2006 AY40                | 7 gennaio 2006   | Spacewatch        |
| 319240 -        | 2006 AE41                | 7 gennaio 2006   | Spacewatch        |
| 319241 -        | 2006 AE42                | 29 novembre 2005 | Mt. Lemmon Survey |
| 319242 -        | 2006 AG45                | 4 gennaio 2006   | Spacewatch        |
| 319243 -        | 2006 AL47                | 4 maggio 2002    | NEAT              |
| 319244 -        | 2006 AY48                | 4 gennaio 2006   | Mt. Lemmon Survey |
| 319245 -        | 2006 AK50                | 2 dicembre 2005  | Mt. Lemmon Survey |
| 319246 -        | 2006 AB51                | 5 gennaio 2006   | Spacewatch        |
| 319247 -        | 2006 AX51                | 5 gennaio 2006   | Spacewatch        |
| 319248 -        | 2006 AY63                | 7 gennaio 2006   | Mt. Lemmon Survey |
| 319249 -        | 2006 AL66                | 9 gennaio 2006   | Spacewatch        |
| 319250 -        | 2006 AZ67                | 5 gennaio 2006   | Mt. Lemmon Survey |
| 319251 -        | 2006 AM71                | 6 gennaio 2006   | Spacewatch        |
| 319252 -        | 2006 AD81                | 4 gennaio 2006   | CSS               |
| 319253 -        | 2006 AM83                | 10 gennaio 2006  | CSS               |
| 319254 -        | 2006 AS83                | 5 gennaio 2006   | CSS               |
| 319255 -        | 2006 AT83                | 5 gennaio 2006   | LINEAR            |
| 319256 -        | 2006 AM84                | 6 gennaio 2006   | LONEOS            |
| 319257 -        | 2006 AE87                | 2 gennaio 2006   | Mt. Lemmon Survey |
| 319258 -        | 2006 AQ92                | 7 gennaio 2006   | Mt. Lemmon Survey |
| 319259 -        | 2006 AY100               | 10 gennaio 2006  | Mt. Lemmon Survey |
| 319260 -        | 2006 AB102               | 7 gennaio 2006   | Mt. Lemmon Survey |
| 319261 -        | 2006 BQ4                 | 21 gennaio 2006  | Spacewatch        |
| 319262 -        | 2006 BX5                 | 22 gennaio 2006  | Lowe, A.          |
| 319263 -        | 2006 BY10                | 20 gennaio 2006  | Spacewatch        |
| 319264 -        | 2006 BE12                | 21 gennaio 2006  | Spacewatch        |
| 319265 -        | 2006 BS21                | 22 gennaio 2006  | Mt. Lemmon Survey |
| 319266 -        | 2006 BL22                | 22 gennaio 2006  | Mt. Lemmon Survey |
| 319267 -        | 2006 BG23                | 23 gennaio 2006  | Spacewatch        |
| 319268 -        | 2006 BH27                | 20 gennaio 2006  | Spacewatch        |
| 319269 -        | 2006 BU41                | 22 gennaio 2006  | Mt. Lemmon Survey |
| 319270 -        | 2006 BA42                | 23 gennaio 2006  | Spacewatch        |
| 319271 -        | 2006 BT42                | 23 gennaio 2006  | Spacewatch        |
| 319272 -        | 2006 BR44                | 23 gennaio 2006  | Mt. Lemmon Survey |
| 319273 -        | 2006 BP45                | 23 gennaio 2006  | Mt. Lemmon Survey |
| 319274 -        | 2006 BZ47                | 25 gennaio 2006  | Spacewatch        |
| 319275 -        | 2006 BU50                | 25 gennaio 2006  | Spacewatch        |
| 319276 -        | 2006 BG59                | 23 gennaio 2006  | Mt. Lemmon Survey |
| 319277 -        | 2006 BJ60                | 26 gennaio 2006  | CSS               |
| 319278 -        | 2006 BY61                | 22 gennaio 2006  | LONEOS            |
| 319279 -        | 2006 BR66                | 23 gennaio 2006  | Spacewatch        |
| 319280 -        | 2006 BW66                | 23 gennaio 2006  | Spacewatch        |
| 319281 -        | 2006 BQ73                | 23 gennaio 2006  | Spacewatch        |
| 319282 -        | 2006 BY73                | 23 gennaio 2006  | Spacewatch        |
| 319283 -        | 2006 BO76                | 23 gennaio 2006  | Spacewatch        |
| 319284 -        | 2006 BW77                | 23 gennaio 2006  | Mt. Lemmon Survey |
| 319285 -        | 2006 BS78                | 23 gennaio 2006  | Mt. Lemmon Survey |
| 319286 -        | 2006 BU82                | 24 gennaio 2006  | Mt. Lemmon Survey |
| 319287 -        | 2006 BN85                | 25 gennaio 2006  | Spacewatch        |
| 319288 -        | 2006 BD87                | 25 gennaio 2006  | Spacewatch        |
| 319289 -        | 2006 BV87                | 25 gennaio 2006  | Spacewatch        |
| 319290 -        | 2006 BM88                | 25 gennaio 2006  | Spacewatch        |
| 319291 -        | 2006 BM89                | 25 gennaio 2006  | Spacewatch        |
| 319292 -        | 2006 BX90                | 26 gennaio 2006  | Spacewatch        |
| 319293 -        | 2006 BG91                | 26 gennaio 2006  | Spacewatch        |
| 319294 -        | 2006 BN92                | 26 gennaio 2006  | CSS               |
| 319295 -        | 2006 BG96                | 4 gennaio 2006   | Mt. Lemmon Survey |
| 319296 -        | 2006 BC103               | 23 gennaio 2006  | Mt. Lemmon Survey |
| 319297 -        | 2006 BX103               | 23 gennaio 2006  | Mt. Lemmon Survey |
| 319298 -        | 2006 BK109               | 25 gennaio 2006  | Spacewatch        |
| 319299 -        | 2006 BE110               | 25 gennaio 2006  | Spacewatch        |
| 319300 -        | 2006 BC111               | 25 gennaio 2006  | Spacewatch        |

## 319301-319400
| Nome     | Designazione provvisoria | Data di scoperta  | Scopritore        |
| -------- | ------------------------ | ----------------- | ----------------- |
| 319301 - | 2006 BD113               | 25 gennaio 2006   | Spacewatch        |
| 319302 - | 2006 BV114               | 26 gennaio 2006   | Spacewatch        |
| 319303 - | 2006 BY117               | 26 gennaio 2006   | Mt. Lemmon Survey |
| 319304 - | 2006 BA120               | 26 gennaio 2006   | Spacewatch        |
| 319305 - | 2006 BB124               | 26 gennaio 2006   | Spacewatch        |
| 319306 - | 2006 BC127               | 26 gennaio 2006   | Spacewatch        |
| 319307 - | 2006 BA134               | 27 gennaio 2006   | Spacewatch        |
| 319308 - | 2006 BG142               | 26 gennaio 2006   | Spacewatch        |
| 319309 - | 2006 BR143               | 26 gennaio 2006   | Spacewatch        |
| 319310 - | 2006 BT143               | 21 gennaio 2006   | LONEOS            |
| 319311 - | 2006 BW146               | 28 gennaio 2006   | Bickel, W.        |
| 319312 - | 2006 BD149               | 7 agosto 2004     | CINEOS            |
| 319313 - | 2006 BD152               | 25 gennaio 2006   | Spacewatch        |
| 319314 - | 2006 BJ156               | 25 gennaio 2006   | Spacewatch        |
| 319315 - | 2006 BF157               | 25 gennaio 2006   | Spacewatch        |
| 319316 - | 2006 BE159               | 26 gennaio 2006   | Spacewatch        |
| 319317 - | 2006 BV163               | 26 gennaio 2006   | Mt. Lemmon Survey |
| 319318 - | 2006 BF164               | 26 gennaio 2006   | Mt. Lemmon Survey |
| 319319 - | 2006 BH166               | 26 gennaio 2006   | Mt. Lemmon Survey |
| 319320 - | 2006 BG167               | 26 gennaio 2006   | Mt. Lemmon Survey |
| 319321 - | 2006 BX167               | 26 gennaio 2006   | Mt. Lemmon Survey |
| 319322 - | 2006 BO172               | 27 gennaio 2006   | Spacewatch        |
| 319323 - | 2006 BG174               | 27 gennaio 2006   | Spacewatch        |
| 319324 - | 2006 BV174               | 27 gennaio 2006   | Spacewatch        |
| 319325 - | 2006 BO177               | 27 gennaio 2006   | Mt. Lemmon Survey |
| 319326 - | 2006 BD178               | 7 aprile 2003     | Spacewatch        |
| 319327 - | 2006 BV180               | 27 gennaio 2006   | Mt. Lemmon Survey |
| 319328 - | 2006 BX183               | 30 dicembre 2005  | Mt. Lemmon Survey |
| 319329 - | 2006 BE193               | 30 gennaio 2006   | Spacewatch        |
| 319330 - | 2006 BE204               | 31 gennaio 2006   | Spacewatch        |
| 319331 - | 2006 BA206               | 31 gennaio 2006   | Mt. Lemmon Survey |
| 319332 - | 2006 BD210               | 31 gennaio 2006   | Spacewatch        |
| 319333 - | 2006 BR224               | 30 gennaio 2006   | Spacewatch        |
| 319334 - | 2006 BV239               | 31 gennaio 2006   | Spacewatch        |
| 319335 - | 2006 BA243               | 31 gennaio 2006   | Spacewatch        |
| 319336 - | 2006 BG247               | 31 gennaio 2006   | Spacewatch        |
| 319337 - | 2006 BO257               | 31 gennaio 2006   | Spacewatch        |
| 319338 - | 2006 BQ257               | 31 gennaio 2006   | Mt. Lemmon Survey |
| 319339 - | 2006 BX265               | 31 gennaio 2006   | Spacewatch        |
| 319340 - | 2006 BG266               | 31 gennaio 2006   | Spacewatch        |
| 319341 - | 2006 BB268               | 26 gennaio 2006   | CSS               |
| 319342 - | 2006 BY273               | 25 gennaio 2006   | Spacewatch        |
| 319343 - | 2006 BD281               | 27 gennaio 2006   | Mt. Lemmon Survey |
| 319344 - | 2006 BQ283               | 22 gennaio 2006   | Mt. Lemmon Survey |
| 319345 - | 2006 CY8                 | 1º febbraio 2006  | Mt. Lemmon Survey |
| 319346 - | 2006 CC13                | 1º febbraio 2006  | Spacewatch        |
| 319347 - | 2006 CD17                | 1º febbraio 2006  | Mt. Lemmon Survey |
| 319348 - | 2006 CS21                | 1º febbraio 2006  | Spacewatch        |
| 319349 - | 2006 CV23                | 2 febbraio 2006   | Spacewatch        |
| 319350 - | 2006 CO24                | 2 febbraio 2006   | Spacewatch        |
| 319351 - | 2006 CO36                | 2 febbraio 2006   | Mt. Lemmon Survey |
| 319352 - | 2006 CN39                | 2 febbraio 2006   | Spacewatch        |
| 319353 - | 2006 CC49                | 3 febbraio 2006   | Spacewatch        |
| 319354 - | 2006 CZ51                | 4 febbraio 2006   | Spacewatch        |
| 319355 - | 2006 CD54                | 24 dicembre 2005  | CSS               |
| 319356 - | 2006 CX59                | 6 febbraio 2006   | Mt. Lemmon Survey |
| 319357 - | 2006 CS61                | 3 febbraio 2006   | LONEOS            |
| 319358 - | 2006 CE64                | 2 febbraio 2006   | Wiegert, P. A.    |
| 319359 - | 2006 DP2                 | 20 febbraio 2006  | Spacewatch        |
| 319360 - | 2006 DZ9                 | 21 febbraio 2006  | CSS               |
| 319361 - | 2006 DB19                | 4 febbraio 2006   | Spacewatch        |
| 319362 - | 2006 DD19                | 20 febbraio 2006  | Spacewatch        |
| 319363 - | 2006 DV24                | 20 febbraio 2006  | Spacewatch        |
| 319364 - | 2006 DU29                | 20 febbraio 2006  | Spacewatch        |
| 319365 - | 2006 DR44                | 20 febbraio 2006  | Mt. Lemmon Survey |
| 319366 - | 2006 DU54                | 24 febbraio 2006  | Spacewatch        |
| 319367 - | 2006 DL64                | 20 febbraio 2006  | LINEAR            |
| 319368 - | 2006 DQ67                | 23 febbraio 2006  | LONEOS            |
| 319369 - | 2006 DA70                | 20 febbraio 2006  | Spacewatch        |
| 319370 - | 2006 DL71                | 21 febbraio 2006  | Mt. Lemmon Survey |
| 319371 - | 2006 DG72                | 22 febbraio 2006  | CSS               |
| 319372 - | 2006 DG74                | 23 febbraio 2006  | Mt. Lemmon Survey |
| 319373 - | 2006 DT82                | 24 febbraio 2006  | Spacewatch        |
| 319374 - | 2006 DX84                | 24 febbraio 2006  | Spacewatch        |
| 319375 - | 2006 DW86                | 24 febbraio 2006  | Spacewatch        |
| 319376 - | 2006 DV115               | 27 febbraio 2006  | Spacewatch        |
| 319377 - | 2006 DP119               | 20 febbraio 2006  | LINEAR            |
| 319378 - | 2006 DS138               | 25 febbraio 2006  | Spacewatch        |
| 319379 - | 2006 DC146               | 25 febbraio 2006  | Mt. Lemmon Survey |
| 319380 - | 2006 DR146               | 25 febbraio 2006  | Spacewatch        |
| 319381 - | 2006 DL147               | 28 settembre 2003 | Spacewatch        |
| 319382 - | 2006 DC152               | 25 febbraio 2006  | Spacewatch        |
| 319383 - | 2006 DS174               | 27 febbraio 2006  | Spacewatch        |
| 319384 - | 2006 DH175               | 27 febbraio 2006  | CSS               |
| 319385 - | 2006 DY178               | 27 febbraio 2006  | Mt. Lemmon Survey |
| 319386 - | 2006 DH202               | 21 febbraio 2006  | LONEOS            |
| 319387 - | 2006 EO19                | 2 marzo 2006      | Spacewatch        |
| 319388 - | 2006 EP26                | 3 marzo 2006      | Spacewatch        |
| 319389 - | 2006 EK33                | 3 marzo 2006      | Mt. Lemmon Survey |
| 319390 - | 2006 EU37                | 4 marzo 2006      | LONEOS            |
| 319391 - | 2006 EH46                | 4 marzo 2006      | Spacewatch        |
| 319392 - | 2006 EL68                | 2 marzo 2006      | Buie, M. W.       |
| 319393 - | 2006 EV68                | 2 marzo 2006      | Buie, M. W.       |
| 319394 - | 2006 ET69                | 4 marzo 2006      | CSS               |
| 319395 - | 2006 FP7                 | 23 marzo 2006     | Spacewatch        |
| 319396 - | 2006 FG14                | 23 marzo 2006     | Spacewatch        |
| 319397 - | 2006 GU1                 | 2 aprile 2006     | Mt. Lemmon Survey |
| 319398 - | 2006 GJ8                 | 2 aprile 2006     | Spacewatch        |
| 319399 - | 2006 GF13                | 2 aprile 2006     | Spacewatch        |
| 319400 - | 2006 GG13                | 2 aprile 2006     | Spacewatch        |

## 319401-319500
| Nome     | Designazione provvisoria | Data di scoperta | Scopritore            |
| -------- | ------------------------ | ---------------- | --------------------- |
| 319401 - | 2006 GG22                | 2 aprile 2006    | Spacewatch            |
| 319402 - | 2006 GZ23                | 2 aprile 2006    | Spacewatch            |
| 319403 - | 2006 GZ41                | 8 aprile 2006    | CSS                   |
| 319404 - | 2006 GT42                | 7 aprile 2006    | Siding Spring Survey  |
| 319405 - | 2006 GG44                | 2 aprile 2006    | Spacewatch            |
| 319406 - | 2006 GG49                | 2 aprile 2006    | CSS                   |
| 319407 - | 2006 HJ8                 | 19 aprile 2006   | Spacewatch            |
| 319408 - | 2006 HT9                 | 19 aprile 2006   | Spacewatch            |
| 319409 - | 2006 HP18                | 23 aprile 2006   | Lowe, A.              |
| 319410 - | 2006 HX19                | 19 aprile 2006   | Mt. Lemmon Survey     |
| 319411 - | 2006 HJ25                | 20 aprile 2006   | Spacewatch            |
| 319412 - | 2006 HJ27                | 20 aprile 2006   | Mt. Lemmon Survey     |
| 319413 - | 2006 HK34                | 19 aprile 2006   | Mt. Lemmon Survey     |
| 319414 - | 2006 HV35                | 20 aprile 2006   | Spacewatch            |
| 319415 - | 2006 HC37                | 21 aprile 2006   | Spacewatch            |
| 319416 - | 2006 HG38                | 21 aprile 2006   | Spacewatch            |
| 319417 - | 2006 HJ49                | 25 aprile 2006   | Spacewatch            |
| 319418 - | 2006 HY63                | 24 aprile 2006   | Spacewatch            |
| 319419 - | 2006 HC68                | 24 aprile 2006   | Mt. Lemmon Survey     |
| 319420 - | 2006 HQ71                | 25 aprile 2006   | Spacewatch            |
| 319421 - | 2006 HR77                | 26 aprile 2006   | Spacewatch            |
| 319422 - | 2006 HW80                | 26 aprile 2006   | Spacewatch            |
| 319423 - | 2006 HN86                | 27 aprile 2006   | CSS                   |
| 319424 - | 2006 HN88                | 30 aprile 2006   | Spacewatch            |
| 319425 - | 2006 HM98                | 30 aprile 2006   | Spacewatch            |
| 319426 - | 2006 HO98                | 30 aprile 2006   | Spacewatch            |
| 319427 - | 2006 HC102               | 30 aprile 2006   | Spacewatch            |
| 319428 - | 2006 HH103               | 30 aprile 2006   | Spacewatch            |
| 319429 - | 2006 HM120               | 30 aprile 2006   | Spacewatch            |
| 319430 - | 2006 HH140               | 26 aprile 2006   | Buie, M. W.           |
| 319431 - | 2006 JG7                 | 1º maggio 2006   | Spacewatch            |
| 319432 - | 2006 JH11                | 1º maggio 2006   | Spacewatch            |
| 319433 - | 2006 JP18                | 2 maggio 2006    | Mt. Lemmon Survey     |
| 319434 - | 2006 JZ39                | 6 maggio 2006    | Mt. Lemmon Survey     |
| 319435 - | 2006 JW48                | 10 maggio 2006   | NEAT                  |
| 319436 - | 2006 JZ50                | 2 maggio 2006    | Mt. Lemmon Survey     |
| 319437 - | 2006 JY79                | 1º maggio 2006   | Spacewatch            |
| 319438 - | 2006 KD2                 | 17 maggio 2006   | Siding Spring Survey  |
| 319439 - | 2006 KN4                 | 19 maggio 2006   | Mt. Lemmon Survey     |
| 319440 - | 2006 KM33                | 20 maggio 2006   | Spacewatch            |
| 319441 - | 2006 KW52                | 21 maggio 2006   | Spacewatch            |
| 319442 - | 2006 KA53                | 21 maggio 2006   | Spacewatch            |
| 319443 - | 2006 KW59                | 22 maggio 2006   | Spacewatch            |
| 319444 - | 2006 KL61                | 22 maggio 2006   | Spacewatch            |
| 319445 - | 2006 KU61                | 22 maggio 2006   | Spacewatch            |
| 319446 - | 2006 KV63                | 23 maggio 2006   | Mt. Lemmon Survey     |
| 319447 - | 2006 KJ65                | 24 maggio 2006   | Spacewatch            |
| 319448 - | 2006 KR66                | 24 maggio 2006   | Spacewatch            |
| 319449 - | 2006 KN69                | 22 maggio 2006   | Spacewatch            |
| 319450 - | 2006 KO69                | 22 maggio 2006   | Spacewatch            |
| 319451 - | 2006 KC75                | 24 maggio 2006   | Spacewatch            |
| 319452 - | 2006 KH78                | 24 maggio 2006   | Mt. Lemmon Survey     |
| 319453 - | 2006 KN81                | 25 maggio 2006   | NEAT                  |
| 319454 - | 2006 KC116               | 29 maggio 2006   | Spacewatch            |
| 319455 - | 2006 KB142               | 25 maggio 2006   | Wiegert, P. A.        |
| 319456 - | 2006 KB145               | 26 maggio 2006   | Mt. Lemmon Survey     |
| 319457 - | 2006 LM3                 | 26 maggio 2006   | Mt. Lemmon Survey     |
| 319458 - | 2006 LY4                 | 2 giugno 2006    | Spacewatch            |
| 319459 - | 2006 MA6                 | 18 giugno 2006   | NEAT                  |
| 319460 - | 2006 NJ                  | 3 luglio 2006    | Hoenig, S. F.         |
| 319461 - | 2006 OP2                 | 19 luglio 2006   | NEAT                  |
| 319462 - | 2006 OB4                 | 21 luglio 2006   | Mt. Lemmon Survey     |
| 319463 - | 2006 OW6                 | 24 luglio 2006   | Ferrando, R.          |
| 319464 - | 2006 OU9                 | 24 luglio 2006   | Ries, W.              |
| 319465 - | 2006 OR11                | 21 luglio 2006   | LINEAR                |
| 319466 - | 2006 OA12                | 21 luglio 2006   | CSS                   |
| 319467 - | 2006 OE16                | 4 maggio 2006    | Mt. Lemmon Survey     |
| 319468 - | 2006 PP1                 | 11 agosto 2006   | NEAT                  |
| 319469 - | 2006 PY2                 | 12 agosto 2006   | NEAT                  |
| 319470 - | 2006 PA7                 | 12 agosto 2006   | NEAT                  |
| 319471 - | 2006 PA8                 | 12 agosto 2006   | NEAT                  |
| 319472 - | 2006 PS11                | 13 agosto 2006   | NEAT                  |
| 319473 - | 2006 PO13                | 14 agosto 2006   | Siding Spring Survey  |
| 319474 - | 2006 PS16                | 15 agosto 2006   | NEAT                  |
| 319475 - | 2006 PC17                | 15 agosto 2006   | NEAT                  |
| 319476 - | 2006 PO20                | 15 agosto 2006   | NEAT                  |
| 319477 - | 2006 PC27                | 15 agosto 2006   | NEAT                  |
| 319478 - | 2006 PB30                | 12 agosto 2006   | Lin, H.-C., Ye, Q.-z. |
| 319479 - | 2006 PC30                | 15 agosto 2006   | Lin, C.-S., Ye, Q.-z. |
| 319480 - | 2006 QO1                 | 16 agosto 2006   | Siding Spring Survey  |
| 319481 - | 2006 QO9                 | 19 agosto 2006   | NEAT                  |
| 319482 - | 2006 QQ11                | 16 agosto 2006   | Siding Spring Survey  |
| 319483 - | 2006 QV14                | 17 agosto 2006   | NEAT                  |
| 319484 - | 2006 QU18                | 16 agosto 2006   | NEAT                  |
| 319485 - | 2006 QH19                | 17 agosto 2006   | NEAT                  |
| 319486 - | 2006 QF20                | 18 agosto 2006   | LONEOS                |
| 319487 - | 2006 QX22                | 19 agosto 2006   | LONEOS                |
| 319488 - | 2006 QK24                | 17 agosto 2006   | NEAT                  |
| 319489 - | 2006 QZ28                | 21 agosto 2006   | Spacewatch            |
| 319490 - | 2006 QL30                | 20 agosto 2006   | NEAT                  |
| 319491 - | 2006 QF37                | 20 maggio 2001   | Buie, M. W.           |
| 319492 - | 2006 QT44                | 19 agosto 2006   | LONEOS                |
| 319493 - | 2006 QH45                | 19 agosto 2006   | Spacewatch            |
| 319494 - | 2006 QC49                | 21 agosto 2006   | NEAT                  |
| 319495 - | 2006 QW59                | 19 agosto 2006   | NEAT                  |
| 319496 - | 2006 QG63                | 24 agosto 2006   | LINEAR                |
| 319497 - | 2006 QC72                | 21 agosto 2006   | Spacewatch            |
| 319498 - | 2006 QP79                | 24 agosto 2006   | LINEAR                |
| 319499 - | 2006 QP81                | 24 agosto 2006   | NEAT                  |
| 319500 - | 2006 QY81                | 24 agosto 2006   | NEAT                  |

## 319501-319600
| Nome     | Designazione provvisoria | Data di scoperta  | Scopritore        |
| -------- | ------------------------ | ----------------- | ----------------- |
| 319501 - | 2006 QA92                | 16 agosto 2006    | NEAT              |
| 319502 - | 2006 QS92                | 16 agosto 2006    | NEAT              |
| 319503 - | 2006 QZ100               | 26 agosto 2006    | LINEAR            |
| 319504 - | 2006 QU113               | 24 agosto 2006    | NEAT              |
| 319505 - | 2006 QO117               | 27 agosto 2006    | LONEOS            |
| 319506 - | 2006 QN123               | 29 agosto 2006    | CSS               |
| 319507 - | 2006 QO123               | 24 agosto 2006    | LINEAR            |
| 319508 - | 2006 QR126               | 16 agosto 2006    | NEAT              |
| 319509 - | 2006 QA143               | 31 agosto 2006    | Schiaparelli      |
| 319510 - | 2006 QM144               | 29 agosto 2006    | CSS               |
| 319511 - | 2006 QM145               | 18 agosto 2006    | Spacewatch        |
| 319512 - | 2006 QW146               | 18 agosto 2006    | Spacewatch        |
| 319513 - | 2006 QR148               | 18 agosto 2006    | Spacewatch        |
| 319514 - | 2006 QX156               | 19 agosto 2006    | Spacewatch        |
| 319515 - | 2006 QC163               | 29 agosto 2006    | CSS               |
| 319516 - | 2006 QV169               | 28 agosto 2006    | LONEOS            |
| 319517 - | 2006 QD184               | 28 agosto 2006    | CSS               |
| 319518 - | 2006 QR186               | 18 agosto 2006    | Spacewatch        |
| 319519 - | 2006 RJ                  | 1º settembre 2006 | Fratev, F.        |
| 319520 - | 2006 RT9                 | 13 settembre 2006 | NEAT              |
| 319521 - | 2006 RC22                | 15 settembre 2006 | CSS               |
| 319522 - | 2006 RX22                | 15 settembre 2006 | NEAT              |
| 319523 - | 2006 RB39                | 14 settembre 2006 | CSS               |
| 319524 - | 2006 RN42                | 14 settembre 2006 | Spacewatch        |
| 319525 - | 2006 RC44                | 14 settembre 2006 | Spacewatch        |
| 319526 - | 2006 RB45                | 14 settembre 2006 | Spacewatch        |
| 319527 - | 2006 RE47                | 14 settembre 2006 | Spacewatch        |
| 319528 - | 2006 RC49                | 14 settembre 2006 | Spacewatch        |
| 319529 - | 2006 RF49                | 14 settembre 2006 | Spacewatch        |
| 319530 - | 2006 RS49                | 14 settembre 2006 | Spacewatch        |
| 319531 - | 2006 RN52                | 14 settembre 2006 | Spacewatch        |
| 319532 - | 2006 RE57                | 14 settembre 2006 | NEAT              |
| 319533 - | 2006 RC58                | 15 settembre 2006 | Spacewatch        |
| 319534 - | 2006 RJ60                | 14 settembre 2006 | CSS               |
| 319535 - | 2006 RF63                | 14 settembre 2006 | CSS               |
| 319536 - | 2006 RK72                | 15 settembre 2006 | Spacewatch        |
| 319537 - | 2006 RG79                | 15 settembre 2006 | Spacewatch        |
| 319538 - | 2006 RG83                | 15 settembre 2006 | Spacewatch        |
| 319539 - | 2006 RN83                | 15 settembre 2006 | Spacewatch        |
| 319540 - | 2006 RP84                | 15 settembre 2006 | Spacewatch        |
| 319541 - | 2006 RB86                | 15 settembre 2006 | Spacewatch        |
| 319542 - | 2006 RA87                | 15 settembre 2006 | Spacewatch        |
| 319543 - | 2006 RA88                | 29 febbraio 2004  | Spacewatch        |
| 319544 - | 2006 RV90                | 15 settembre 2006 | Spacewatch        |
| 319545 - | 2006 RW94                | 15 settembre 2006 | Spacewatch        |
| 319546 - | 2006 RE99                | 15 settembre 2006 | Spacewatch        |
| 319547 - | 2006 RF104               | 11 settembre 2006 | Becker, A. C.     |
| 319548 - | 2006 RA105               | 15 settembre 2006 | Spacewatch        |
| 319549 - | 2006 RP105               | 14 settembre 2006 | Masiero, J.       |
| 319550 - | 2006 RM106               | 14 settembre 2006 | Masiero, J.       |
| 319551 - | 2006 RH116               | 14 settembre 2006 | Masiero, J.       |
| 319552 - | 2006 RL120               | 14 settembre 2006 | Spacewatch        |
| 319553 - | 2006 SU11                | 22 luglio 2006    | Mt. Lemmon Survey |
| 319554 - | 2006 SP14                | 17 settembre 2006 | CSS               |
| 319555 - | 2006 SS14                | 17 settembre 2006 | CSS               |
| 319556 - | 2006 SA20                | 18 settembre 2006 | Calvin College    |
| 319557 - | 2006 SO28                | 17 settembre 2006 | Spacewatch        |
| 319558 - | 2006 SO33                | 17 settembre 2006 | CSS               |
| 319559 - | 2006 SN34                | 17 settembre 2006 | CSS               |
| 319560 - | 2006 ST35                | 17 settembre 2006 | LONEOS            |
| 319561 - | 2006 SP39                | 18 settembre 2006 | LINEAR            |
| 319562 - | 2006 SW42                | 18 settembre 2006 | CSS               |
| 319563 - | 2006 SK44                | 17 settembre 2006 | CSS               |
| 319564 - | 2006 SZ44                | 28 agosto 2006    | CSS               |
| 319565 - | 2006 ST48                | 17 settembre 2006 | LONEOS            |
| 319566 - | 2006 SH49                | 19 settembre 2006 | CSS               |
| 319567 - | 2006 ST63                | 18 settembre 2006 | LONEOS            |
| 319568 - | 2006 SO74                | 19 settembre 2006 | Spacewatch        |
| 319569 - | 2006 SF86                | 18 settembre 2006 | Spacewatch        |
| 319570 - | 2006 SW86                | 18 settembre 2006 | Spacewatch        |
| 319571 - | 2006 SQ87                | 18 settembre 2006 | Spacewatch        |
| 319572 - | 2006 SL88                | 18 settembre 2006 | Spacewatch        |
| 319573 - | 2006 SZ89                | 18 settembre 2006 | Spacewatch        |
| 319574 - | 2006 SA90                | 18 settembre 2006 | Spacewatch        |
| 319575 - | 2006 SD90                | 18 settembre 2006 | Spacewatch        |
| 319576 - | 2006 SY94                | 18 settembre 2006 | Spacewatch        |
| 319577 - | 2006 SC96                | 18 settembre 2006 | Spacewatch        |
| 319578 - | 2006 SW96                | 18 settembre 2006 | Spacewatch        |
| 319579 - | 2006 SS97                | 18 settembre 2006 | Spacewatch        |
| 319580 - | 2006 SG101               | 19 settembre 2006 | Spacewatch        |
| 319581 - | 2006 SL107               | 19 settembre 2006 | CSS               |
| 319582 - | 2006 SW108               | 19 settembre 2006 | Spacewatch        |
| 319583 - | 2006 SB116               | 24 settembre 2006 | LONEOS            |
| 319584 - | 2006 SD119               | 18 settembre 2006 | CSS               |
| 319585 - | 2006 SG119               | 18 settembre 2006 | CSS               |
| 319586 - | 2006 SQ122               | 19 settembre 2006 | LONEOS            |
| 319587 - | 2006 SA126               | 20 settembre 2006 | NEAT              |
| 319588 - | 2006 SN130               | 20 settembre 2006 | LONEOS            |
| 319589 - | 2006 SG149               | 19 settembre 2006 | Spacewatch        |
| 319590 - | 2006 SA157               | 23 settembre 2006 | Spacewatch        |
| 319591 - | 2006 SU162               | 24 settembre 2006 | Spacewatch        |
| 319592 - | 2006 SY163               | 25 settembre 2006 | Spacewatch        |
| 319593 - | 2006 SP165               | 25 settembre 2006 | Spacewatch        |
| 319594 - | 2006 ST173               | 25 settembre 2006 | LINEAR            |
| 319595 - | 2006 SZ178               | 25 settembre 2006 | Spacewatch        |
| 319596 - | 2006 SS179               | 25 settembre 2006 | Spacewatch        |
| 319597 - | 2006 SB184               | 25 settembre 2006 | Spacewatch        |
| 319598 - | 2006 SJ184               | 25 settembre 2006 | Spacewatch        |
| 319599 - | 2006 ST187               | 26 settembre 2006 | Spacewatch        |
| 319600 - | 2006 SW192               | 26 settembre 2006 | Mt. Lemmon Survey |

## 319601-319700
| Nome              | Designazione provvisoria | Data di scoperta  | Scopritore            |
| ----------------- | ------------------------ | ----------------- | --------------------- |
| 319601 Šilutė     | 2006 SP197               | 25 settembre 2006 | Moletai               |
| 319602 -          | 2006 SB200               | 24 settembre 2006 | Spacewatch            |
| 319603 -          | 2006 SD201               | 24 settembre 2006 | Spacewatch            |
| 319604 -          | 2006 SN212               | 26 settembre 2006 | CSS                   |
| 319605 -          | 2006 SB217               | 28 settembre 2006 | Spacewatch            |
| 319606 -          | 2006 SA226               | 26 settembre 2006 | Spacewatch            |
| 319607 -          | 2006 SS226               | 26 settembre 2006 | Spacewatch            |
| 319608 -          | 2006 SS235               | 26 settembre 2006 | Mt. Lemmon Survey     |
| 319609 -          | 2006 SE238               | 26 settembre 2006 | Spacewatch            |
| 319610 -          | 2006 SU241               | 26 settembre 2006 | Mt. Lemmon Survey     |
| 319611 -          | 2006 SF253               | 26 settembre 2006 | Mt. Lemmon Survey     |
| 319612 -          | 2006 SL261               | 26 settembre 2006 | Spacewatch            |
| 319613 -          | 2006 SJ268               | 26 settembre 2006 | Spacewatch            |
| 319614 -          | 2006 SW273               | 27 settembre 2006 | Mt. Lemmon Survey     |
| 319615 -          | 2006 SW277               | 28 settembre 2006 | LINEAR                |
| 319616 -          | 2006 SN279               | 28 settembre 2006 | Spacewatch            |
| 319617 -          | 2006 SU279               | 28 settembre 2006 | CSS                   |
| 319618 -          | 2006 SG280               | 29 settembre 2006 | LONEOS                |
| 319619 -          | 2006 SY284               | 29 settembre 2006 | LONEOS                |
| 319620 -          | 2006 SP288               | 26 settembre 2006 | CSS                   |
| 319621 -          | 2006 SC297               | 25 settembre 2006 | Spacewatch            |
| 319622 -          | 2006 SM301               | 26 settembre 2006 | CSS                   |
| 319623 -          | 2006 ST303               | 27 settembre 2006 | Mt. Lemmon Survey     |
| 319624 -          | 2006 SU306               | 27 settembre 2006 | Mt. Lemmon Survey     |
| 319625 -          | 2006 SV311               | 27 settembre 2006 | Spacewatch            |
| 319626 -          | 2006 SC328               | 27 settembre 2006 | Spacewatch            |
| 319627 -          | 2006 SE332               | 28 settembre 2006 | Mt. Lemmon Survey     |
| 319628 -          | 2006 SR335               | 28 settembre 2006 | Spacewatch            |
| 319629 -          | 2006 SG353               | 30 settembre 2006 | CSS                   |
| 319630 -          | 2006 SA360               | 30 settembre 2006 | CSS                   |
| 319631 -          | 2006 SS360               | 30 settembre 2006 | Mt. Lemmon Survey     |
| 319632 -          | 2006 SN361               | 30 settembre 2006 | Mt. Lemmon Survey     |
| 319633 -          | 2006 SJ366               | 30 settembre 2006 | Mt. Lemmon Survey     |
| 319634 -          | 2006 SR366               | 16 settembre 2006 | CSS                   |
| 319635 -          | 2006 SC367               | 25 settembre 2006 | CSS                   |
| 319636 Dziewulski | 2006 SE368               | 23 settembre 2006 | Moletai               |
| 319637 -          | 2006 SM376               | 17 settembre 2006 | Becker, A. C.         |
| 319638 -          | 2006 SL388               | 27 settembre 2006 | Becker, A. C.         |
| 319639 -          | 2006 SU390               | 17 settembre 2006 | CSS                   |
| 319640 -          | 2006 SV391               | 19 settembre 2006 | CSS                   |
| 319641 -          | 2006 SY391               | 19 settembre 2006 | CSS                   |
| 319642 -          | 2006 SO393               | 28 settembre 2006 | Mt. Lemmon Survey     |
| 319643 -          | 2006 SM399               | 17 settembre 2006 | Spacewatch            |
| 319644 -          | 2006 SB400               | 18 settembre 2006 | CSS                   |
| 319645 -          | 2006 SN403               | 27 settembre 2006 | Mt. Lemmon Survey     |
| 319646 -          | 2006 SL404               | 30 settembre 2006 | Mt. Lemmon Survey     |
| 319647 -          | 2006 SW410               | 19 settembre 2006 | Spacewatch            |
| 319648 -          | 2006 SA412               | 30 settembre 2006 | CSS                   |
| 319649 -          | 2006 SC412               | 8 dicembre 2002   | NEAT                  |
| 319650 -          | 2006 SR412               | 25 settembre 2006 | CSS                   |
| 319651 Topografo  | 2006 TO7                 | 10 ottobre 2006   | San Marcello          |
| 319652 -          | 2006 TE13                | 10 ottobre 2006   | NEAT                  |
| 319653 -          | 2006 TG14                | 10 ottobre 2006   | NEAT                  |
| 319654 -          | 2006 TA16                | 11 ottobre 2006   | Spacewatch            |
| 319655 -          | 2006 TR22                | 11 ottobre 2006   | Spacewatch            |
| 319656 -          | 2006 TO25                | 12 ottobre 2006   | Spacewatch            |
| 319657 -          | 2006 TZ25                | 12 ottobre 2006   | Spacewatch            |
| 319658 -          | 2006 TA26                | 12 ottobre 2006   | Spacewatch            |
| 319659 -          | 2006 TV27                | 12 ottobre 2006   | Spacewatch            |
| 319660 -          | 2006 TH30                | 12 ottobre 2006   | Spacewatch            |
| 319661 -          | 2006 TP32                | 12 ottobre 2006   | Spacewatch            |
| 319662 -          | 2006 TZ34                | 12 ottobre 2006   | Spacewatch            |
| 319663 -          | 2006 TS35                | 12 ottobre 2006   | Spacewatch            |
| 319664 -          | 2006 TA41                | 12 ottobre 2006   | Spacewatch            |
| 319665 -          | 2006 TJ42                | 12 ottobre 2006   | Spacewatch            |
| 319666 -          | 2006 TD43                | 12 ottobre 2006   | Spacewatch            |
| 319667 -          | 2006 TO45                | 12 ottobre 2006   | Spacewatch            |
| 319668 -          | 2006 TS46                | 12 ottobre 2006   | Spacewatch            |
| 319669 -          | 2006 TY47                | 12 ottobre 2006   | Spacewatch            |
| 319670 -          | 2006 TJ51                | 12 ottobre 2006   | Spacewatch            |
| 319671 -          | 2006 TV51                | 12 ottobre 2006   | Spacewatch            |
| 319672 -          | 2006 TQ61                | 12 ottobre 2006   | NEAT                  |
| 319673 -          | 2006 TZ66                | 14 novembre 2002  | NEAT                  |
| 319674 -          | 2006 TX71                | 11 ottobre 2006   | NEAT                  |
| 319675 -          | 2006 TH74                | 11 ottobre 2006   | NEAT                  |
| 319676 -          | 2006 TX75                | 11 ottobre 2006   | NEAT                  |
| 319677 -          | 2006 TL76                | 11 ottobre 2006   | NEAT                  |
| 319678 -          | 2006 TE77                | 11 ottobre 2006   | NEAT                  |
| 319679 -          | 2006 TT78                | 12 ottobre 2006   | NEAT                  |
| 319680 -          | 2006 TV80                | 13 ottobre 2006   | Spacewatch            |
| 319681 -          | 2006 TU86                | 13 ottobre 2006   | Spacewatch            |
| 319682 -          | 2006 TL88                | 13 ottobre 2006   | Spacewatch            |
| 319683 -          | 2006 TL89                | 13 ottobre 2006   | Spacewatch            |
| 319684 -          | 2006 TU89                | 13 ottobre 2006   | Spacewatch            |
| 319685 -          | 2006 TB91                | 13 ottobre 2006   | Spacewatch            |
| 319686 -          | 2006 TS92                | 15 ottobre 2006   | Spacewatch            |
| 319687 -          | 2006 TL94                | 15 ottobre 2006   | Lin, C.-S., Ye, Q.-z. |
| 319688 -          | 2006 TL95                | 3 ottobre 2006    | Siding Spring Survey  |
| 319689 -          | 2006 TH100               | 15 ottobre 2006   | Spacewatch            |
| 319690 -          | 2006 TF102               | 28 settembre 2006 | Mt. Lemmon Survey     |
| 319691 -          | 2006 TS103               | 15 ottobre 2006   | Spacewatch            |
| 319692 -          | 2006 TJ105               | 15 ottobre 2006   | Spacewatch            |
| 319693 -          | 2006 TL110               | 13 ottobre 2006   | Spacewatch            |
| 319694 -          | 2006 TN110               | 13 ottobre 2006   | Spacewatch            |
| 319695 -          | 2006 TF115               | 1º ottobre 2006   | Becker, A. C.         |
| 319696 -          | 2006 TC118               | 3 ottobre 2006    | Becker, A. C.         |
| 319697 -          | 2006 TR125               | 13 ottobre 2006   | Spacewatch            |
| 319698 -          | 2006 TJ129               | 13 ottobre 2006   | Spacewatch            |
| 319699 -          | 2006 UF3                 | 16 ottobre 2006   | CSS                   |
| 319700 -          | 2006 UZ4                 | 16 ottobre 2006   | Spacewatch            |

## 319701-319800
| Nome     | Designazione provvisoria | Data di scoperta | Scopritore        |
| -------- | ------------------------ | ---------------- | ----------------- |
| 319701 - | 2006 UQ6                 | 16 ottobre 2006  | CSS               |
| 319702 - | 2006 UQ22                | 16 ottobre 2006  | Mt. Lemmon Survey |
| 319703 - | 2006 UA23                | 6 marzo 2003     | LONEOS            |
| 319704 - | 2006 UT24                | 16 ottobre 2006  | Spacewatch        |
| 319705 - | 2006 UF25                | 16 ottobre 2006  | Spacewatch        |
| 319706 - | 2006 UN27                | 16 ottobre 2006  | Spacewatch        |
| 319707 - | 2006 UL28                | 16 ottobre 2006  | Spacewatch        |
| 319708 - | 2006 UV30                | 16 ottobre 2006  | Spacewatch        |
| 319709 - | 2006 UU34                | 16 ottobre 2006  | Spacewatch        |
| 319710 - | 2006 UJ38                | 16 ottobre 2006  | Spacewatch        |
| 319711 - | 2006 UD41                | 16 ottobre 2006  | Spacewatch        |
| 319712 - | 2006 UN44                | 16 ottobre 2006  | Spacewatch        |
| 319713 - | 2006 UV45                | 16 ottobre 2006  | Spacewatch        |
| 319714 - | 2006 UP48                | 17 ottobre 2006  | Spacewatch        |
| 319715 - | 2006 UM50                | 17 ottobre 2006  | Spacewatch        |
| 319716 - | 2006 UR52                | 17 ottobre 2006  | CSS               |
| 319717 - | 2006 UW56                | 18 ottobre 2006  | Spacewatch        |
| 319718 - | 2006 UX56                | 18 ottobre 2006  | Spacewatch        |
| 319719 - | 2006 UX60                | 19 ottobre 2006  | Mt. Lemmon Survey |
| 319720 - | 2006 UF61                | 19 ottobre 2006  | Mt. Lemmon Survey |
| 319721 - | 2006 UN71                | 16 ottobre 2006  | Bickel, W.        |
| 319722 - | 2006 UO75                | 17 ottobre 2006  | Mt. Lemmon Survey |
| 319723 - | 2006 UX80                | 17 ottobre 2006  | Mt. Lemmon Survey |
| 319724 - | 2006 UY80                | 17 ottobre 2006  | Mt. Lemmon Survey |
| 319725 - | 2006 UT81                | 17 ottobre 2006  | Mt. Lemmon Survey |
| 319726 - | 2006 UO87                | 17 ottobre 2006  | Mt. Lemmon Survey |
| 319727 - | 2006 UG93                | 18 ottobre 2006  | Spacewatch        |
| 319728 - | 2006 UV95                | 18 ottobre 2006  | Spacewatch        |
| 319729 - | 2006 UK104               | 18 ottobre 2006  | Spacewatch        |
| 319730 - | 2006 UP108               | 18 ottobre 2006  | Spacewatch        |
| 319731 - | 2006 UF112               | 19 ottobre 2006  | Spacewatch        |
| 319732 - | 2006 UB115               | 2 ottobre 2006   | Spacewatch        |
| 319733 - | 2006 UA117               | 19 ottobre 2006  | Spacewatch        |
| 319734 - | 2006 UN118               | 19 ottobre 2006  | Spacewatch        |
| 319735 - | 2006 UU120               | 19 ottobre 2006  | Spacewatch        |
| 319736 - | 2006 UV120               | 19 ottobre 2006  | Spacewatch        |
| 319737 - | 2006 UP124               | 19 ottobre 2006  | Mt. Lemmon Survey |
| 319738 - | 2006 UY127               | 19 ottobre 2006  | Spacewatch        |
| 319739 - | 2006 UU128               | 19 ottobre 2006  | Spacewatch        |
| 319740 - | 2006 UP134               | 19 ottobre 2006  | Spacewatch        |
| 319741 - | 2006 UP135               | 19 ottobre 2006  | Spacewatch        |
| 319742 - | 2006 UU136               | 19 ottobre 2006  | Mt. Lemmon Survey |
| 319743 - | 2006 UA137               | 19 ottobre 2006  | CSS               |
| 319744 - | 2006 UT140               | 29 marzo 2001    | Spacewatch        |
| 319745 - | 2006 UL143               | 19 ottobre 2006  | NEAT              |
| 319746 - | 2006 UO143               | 19 ottobre 2006  | Mt. Lemmon Survey |
| 319747 - | 2006 UP147               | 20 ottobre 2006  | Spacewatch        |
| 319748 - | 2006 UP152               | 21 ottobre 2006  | Spacewatch        |
| 319749 - | 2006 UW164               | 21 ottobre 2006  | Mt. Lemmon Survey |
| 319750 - | 2006 UF172               | 21 ottobre 2006  | Spacewatch        |
| 319751 - | 2006 UG174               | 19 ottobre 2006  | Mt. Lemmon Survey |
| 319752 - | 2006 UW177               | 16 ottobre 2006  | CSS               |
| 319753 - | 2006 UU178               | 16 ottobre 2006  | CSS               |
| 319754 - | 2006 UZ178               | 16 ottobre 2006  | CSS               |
| 319755 - | 2006 UC181               | 16 ottobre 2006  | CSS               |
| 319756 - | 2006 UY183               | 19 ottobre 2006  | CSS               |
| 319757 - | 2006 UB184               | 19 ottobre 2006  | NEAT              |
| 319758 - | 2006 UK191               | 19 ottobre 2006  | CSS               |
| 319759 - | 2006 UX191               | 19 ottobre 2006  | CSS               |
| 319760 - | 2006 US196               | 20 ottobre 2006  | Spacewatch        |
| 319761 - | 2006 UY203               | 22 ottobre 2006  | NEAT              |
| 319762 - | 2006 UG207               | 23 ottobre 2006  | Spacewatch        |
| 319763 - | 2006 UQ208               | 23 ottobre 2006  | Spacewatch        |
| 319764 - | 2006 UP211               | 23 ottobre 2006  | NEAT              |
| 319765 - | 2006 UJ214               | 23 ottobre 2006  | Spacewatch        |
| 319766 - | 2006 UT214               | 24 ottobre 2006  | NEAT              |
| 319767 - | 2006 UZ214               | 24 ottobre 2006  | Apitzsch, R.      |
| 319768 - | 2006 UW226               | 20 ottobre 2006  | Spacewatch        |
| 319769 - | 2006 UD229               | 20 ottobre 2006  | NEAT              |
| 319770 - | 2006 UH229               | 20 ottobre 2006  | NEAT              |
| 319771 - | 2006 UY255               | 27 ottobre 2006  | Mt. Lemmon Survey |
| 319772 - | 2006 UG258               | 28 ottobre 2006  | Mt. Lemmon Survey |
| 319773 - | 2006 UM264               | 27 ottobre 2006  | Spacewatch        |
| 319774 - | 2006 UJ265               | 27 ottobre 2006  | Mt. Lemmon Survey |
| 319775 - | 2006 UC267               | 27 ottobre 2006  | CSS               |
| 319776 - | 2006 UH272               | 27 ottobre 2006  | Mt. Lemmon Survey |
| 319777 - | 2006 UF273               | 27 ottobre 2006  | Spacewatch        |
| 319778 - | 2006 UX278               | 28 ottobre 2006  | Spacewatch        |
| 319779 - | 2006 UZ282               | 28 ottobre 2006  | Spacewatch        |
| 319780 - | 2006 UA283               | 28 ottobre 2006  | Spacewatch        |
| 319781 - | 2006 UK284               | 28 ottobre 2006  | Spacewatch        |
| 319782 - | 2006 UV286               | 28 ottobre 2006  | Spacewatch        |
| 319783 - | 2006 UU289               | 27 ottobre 2006  | Spacewatch        |
| 319784 - | 2006 US305               | 19 ottobre 2006  | Buie, M. W.       |
| 319785 - | 2006 UG328               | 17 ottobre 2006  | CSS               |
| 319786 - | 2006 UE332               | 21 ottobre 2006  | Becker, A. C.     |
| 319787 - | 2006 UD333               | 21 ottobre 2006  | Becker, A. C.     |
| 319788 - | 2006 UM333               | 22 ottobre 2006  | Becker, A. C.     |
| 319789 - | 2006 UJ336               | 20 ottobre 2006  | Mt. Lemmon Survey |
| 319790 - | 2006 UL336               | 20 ottobre 2006  | Spacewatch        |
| 319791 - | 2006 UB337               | 27 ottobre 2006  | Mt. Lemmon Survey |
| 319792 - | 2006 UG338               | 27 ottobre 2006  | Mt. Lemmon Survey |
| 319793 - | 2006 UL361               | 23 ottobre 2006  | CSS               |
| 319794 - | 2006 VW3                 | 9 novembre 2006  | Spacewatch        |
| 319795 - | 2006 VJ5                 | 10 novembre 2006 | Spacewatch        |
| 319796 - | 2006 VK6                 | 10 novembre 2006 | Spacewatch        |
| 319797 - | 2006 VH14                | 15 novembre 2006 | Remanzacco        |
| 319798 - | 2006 VJ14                | 15 novembre 2006 | Young, J. W.      |
| 319799 - | 2006 VS16                | 9 novembre 2006  | Spacewatch        |
| 319800 - | 2006 VE21                | 10 novembre 2006 | Spacewatch        |

## 319801-319900
| Nome     | Designazione provvisoria | Data di scoperta  | Scopritore        |
| -------- | ------------------------ | ----------------- | ----------------- |
| 319801 - | 2006 VS30                | 1º novembre 2006  | Mt. Lemmon Survey |
| 319802 - | 2006 VY34                | 11 novembre 2006  | Mt. Lemmon Survey |
| 319803 - | 2006 VV36                | 11 novembre 2006  | CSS               |
| 319804 - | 2006 VR45                | 11 novembre 2006  | NEAT              |
| 319805 - | 2006 VZ47                | 10 novembre 2006  | Spacewatch        |
| 319806 - | 2006 VY48                | 10 novembre 2006  | Spacewatch        |
| 319807 - | 2006 VJ50                | 10 novembre 2006  | Spacewatch        |
| 319808 - | 2006 VN50                | 10 novembre 2006  | Spacewatch        |
| 319809 - | 2006 VX50                | 10 novembre 2006  | Spacewatch        |
| 319810 - | 2006 VQ52                | 11 novembre 2006  | Spacewatch        |
| 319811 - | 2006 VB54                | 11 novembre 2006  | Spacewatch        |
| 319812 - | 2006 VA60                | 11 novembre 2006  | Spacewatch        |
| 319813 - | 2006 VE61                | 11 novembre 2006  | Spacewatch        |
| 319814 - | 2006 VB66                | 11 novembre 2006  | Spacewatch        |
| 319815 - | 2006 VV67                | 11 novembre 2006  | CSS               |
| 319816 - | 2006 VS80                | 12 novembre 2006  | Mt. Lemmon Survey |
| 319817 - | 2006 VH83                | 27 settembre 2006 | Mt. Lemmon Survey |
| 319818 - | 2006 VK83                | 13 novembre 2006  | Spacewatch        |
| 319819 - | 2006 VN92                | 15 novembre 2006  | CSS               |
| 319820 - | 2006 VD99                | 11 novembre 2006  | Mt. Lemmon Survey |
| 319821 - | 2006 VT104               | 13 novembre 2006  | CSS               |
| 319822 - | 2006 VA105               | 13 novembre 2006  | Spacewatch        |
| 319823 - | 2006 VH105               | 13 novembre 2006  | Spacewatch        |
| 319824 - | 2006 VC110               | 13 novembre 2006  | Spacewatch        |
| 319825 - | 2006 VQ110               | 13 novembre 2006  | Spacewatch        |
| 319826 - | 2006 VM115               | 14 novembre 2006  | Spacewatch        |
| 319827 - | 2006 VW115               | 14 novembre 2006  | Spacewatch        |
| 319828 - | 2006 VU117               | 14 novembre 2006  | Spacewatch        |
| 319829 - | 2006 VT122               | 14 novembre 2006  | Spacewatch        |
| 319830 - | 2006 VO123               | 14 novembre 2006  | Spacewatch        |
| 319831 - | 2006 VE127               | 15 novembre 2006  | Spacewatch        |
| 319832 - | 2006 VN132               | 15 novembre 2006  | Spacewatch        |
| 319833 - | 2006 VU134               | 15 novembre 2006  | LINEAR            |
| 319834 - | 2006 VD137               | 15 novembre 2006  | Spacewatch        |
| 319835 - | 2006 VO151               | 9 novembre 2006   | NEAT              |
| 319836 - | 2006 VG155               | 13 novembre 2006  | CSS               |
| 319837 - | 2006 VQ169               | 13 novembre 2006  | CSS               |
| 319838 - | 2006 VX169               | 11 novembre 2006  | Spacewatch        |
| 319839 - | 2006 VB171               | 11 novembre 2006  | Spacewatch        |
| 319840 - | 2006 WJ                  | 17 novembre 2006  | CSS               |
| 319841 - | 2006 WB2                 | 18 novembre 2006  | Yeung, W. K. Y.   |
| 319842 - | 2006 WY4                 | 16 novembre 2006  | Spacewatch        |
| 319843 - | 2006 WT11                | 16 novembre 2006  | Spacewatch        |
| 319844 - | 2006 WA12                | 16 novembre 2006  | Mt. Lemmon Survey |
| 319845 - | 2006 WT16                | 17 novembre 2006  | Spacewatch        |
| 319846 - | 2006 WT17                | 17 novembre 2006  | Mt. Lemmon Survey |
| 319847 - | 2006 WM18                | 17 novembre 2006  | Mt. Lemmon Survey |
| 319848 - | 2006 WO19                | 17 novembre 2006  | Mt. Lemmon Survey |
| 319849 - | 2006 WK22                | 17 novembre 2006  | Spacewatch        |
| 319850 - | 2006 WB23                | 17 novembre 2006  | Mt. Lemmon Survey |
| 319851 - | 2006 WG31                | 16 novembre 2006  | Spacewatch        |
| 319852 - | 2006 WP32                | 16 novembre 2006  | Spacewatch        |
| 319853 - | 2006 WY33                | 16 novembre 2006  | Spacewatch        |
| 319854 - | 2006 WD34                | 16 novembre 2006  | Spacewatch        |
| 319855 - | 2006 WE39                | 31 ottobre 2006   | Mt. Lemmon Survey |
| 319856 - | 2006 WD46                | 16 novembre 2006  | Mt. Lemmon Survey |
| 319857 - | 2006 WA47                | 16 novembre 2006  | Spacewatch        |
| 319858 - | 2006 WM48                | 16 novembre 2006  | Spacewatch        |
| 319859 - | 2006 WF49                | 16 novembre 2006  | Mt. Lemmon Survey |
| 319860 - | 2006 WH53                | 16 novembre 2006  | CSS               |
| 319861 - | 2006 WJ54                | 16 novembre 2006  | LINEAR            |
| 319862 - | 2006 WS54                | 16 novembre 2006  | Spacewatch        |
| 319863 - | 2006 WJ56                | 16 novembre 2006  | Spacewatch        |
| 319864 - | 2006 WA62                | 17 novembre 2006  | CSS               |
| 319865 - | 2006 WC67                | 17 novembre 2006  | Mt. Lemmon Survey |
| 319866 - | 2006 WY70                | 18 novembre 2006  | Spacewatch        |
| 319867 - | 2006 WE73                | 18 novembre 2006  | Spacewatch        |
| 319868 - | 2006 WT73                | 18 novembre 2006  | Spacewatch        |
| 319869 - | 2006 WS74                | 3 febbraio 2000   | Spacewatch        |
| 319870 - | 2006 WH77                | 18 novembre 2006  | Spacewatch        |
| 319871 - | 2006 WZ89                | 18 novembre 2006  | Spacewatch        |
| 319872 - | 2006 WW91                | 19 novembre 2006  | Spacewatch        |
| 319873 - | 2006 WC101               | 19 novembre 2006  | LINEAR            |
| 319874 - | 2006 WF102               | 19 novembre 2006  | CSS               |
| 319875 - | 2006 WE106               | 19 novembre 2006  | Spacewatch        |
| 319876 - | 2006 WA108               | 19 novembre 2006  | CSS               |
| 319877 - | 2006 WD109               | 19 novembre 2006  | Spacewatch        |
| 319878 - | 2006 WN111               | 19 novembre 2006  | Spacewatch        |
| 319879 - | 2006 WW111               | 19 novembre 2006  | CSS               |
| 319880 - | 2006 WV112               | 19 novembre 2006  | Spacewatch        |
| 319881 - | 2006 WQ115               | 20 novembre 2006  | CSS               |
| 319882 - | 2006 WB123               | 21 novembre 2006  | Mt. Lemmon Survey |
| 319883 - | 2006 WC124               | 22 novembre 2006  | Spacewatch        |
| 319884 - | 2006 WQ126               | 22 novembre 2006  | CSS               |
| 319885 - | 2006 WH129               | 26 novembre 2006  | Yeung, W. K. Y.   |
| 319886 - | 2006 WX132               | 18 novembre 2006  | Spacewatch        |
| 319887 - | 2006 WO148               | 20 novembre 2006  | Spacewatch        |
| 319888 - | 2006 WX156               | 20 ottobre 2006   | Mt. Lemmon Survey |
| 319889 - | 2006 WE157               | 22 novembre 2006  | CSS               |
| 319890 - | 2006 WN157               | 22 novembre 2006  | CSS               |
| 319891 - | 2006 WH164               | 23 novembre 2006  | Spacewatch        |
| 319892 - | 2006 WK174               | 23 novembre 2006  | Spacewatch        |
| 319893 - | 2006 WB176               | 23 novembre 2006  | Spacewatch        |
| 319894 - | 2006 WG185               | 23 novembre 2006  | CSS               |
| 319895 - | 2006 WJ187               | 27 marzo 2004     | Spacewatch        |
| 319896 - | 2006 WY188               | 24 novembre 2006  | Mt. Lemmon Survey |
| 319897 - | 2006 WZ192               | 27 novembre 2006  | Spacewatch        |
| 319898 - | 2006 WL193               | 27 novembre 2006  | Spacewatch        |
| 319899 - | 2006 WR201               | 22 novembre 2006  | Mt. Lemmon Survey |
| 319900 - | 2006 WB202               | 23 novembre 2006  | Mt. Lemmon Survey |

## 319901-320000
| Nome     | Designazione provvisoria | Data di scoperta  | Scopritore        |
| -------- | ------------------------ | ----------------- | ----------------- |
| 319901 - | 2006 WW203               | 27 novembre 2006  | Mt. Lemmon Survey |
| 319902 - | 2006 WE204               | 21 novembre 2006  | Mt. Lemmon Survey |
| 319903 - | 2006 WK205               | 20 novembre 2006  | Spacewatch        |
| 319904 - | 2006 XC4                 | 14 dicembre 2006  | Endate, K.        |
| 319905 - | 2006 XR6                 | 9 dicembre 2006   | NEAT              |
| 319906 - | 2006 XN8                 | 9 dicembre 2006   | NEAT              |
| 319907 - | 2006 XP15                | 10 dicembre 2006  | Yeung, W. K. Y.   |
| 319908 - | 2006 XC23                | 12 dicembre 2006  | Spacewatch        |
| 319909 - | 2006 XE31                | 15 dicembre 2006  | BATTeRS           |
| 319910 - | 2006 XM31                | 15 dicembre 2006  | Bickel, W.        |
| 319911 - | 2006 XG34                | 11 dicembre 2006  | Spacewatch        |
| 319912 - | 2006 XD38                | 11 dicembre 2006  | Spacewatch        |
| 319913 - | 2006 XL38                | 23 ottobre 2006   | Mt. Lemmon Survey |
| 319914 - | 2006 XN46                | 13 dicembre 2006  | LINEAR            |
| 319915 - | 2006 XF49                | 13 dicembre 2006  | Mt. Lemmon Survey |
| 319916 - | 2006 XC58                | 14 dicembre 2006  | Spacewatch        |
| 319917 - | 2006 XZ64                | 12 dicembre 2006  | NEAT              |
| 319918 - | 2006 XL69                | 13 dicembre 2006  | Spacewatch        |
| 319919 - | 2006 XP69                | 15 dicembre 2006  | Spacewatch        |
| 319920 - | 2006 XS71                | 1º dicembre 2006  | Spacewatch        |
| 319921 - | 2006 XO73                | 23 settembre 2005 | Spacewatch        |
| 319922 - | 2006 YV11                | 18 dicembre 2006  | Nyukasa           |
| 319923 - | 2006 YE17                | 21 dicembre 2006  | Mt. Lemmon Survey |
| 319924 - | 2006 YR17                | 21 dicembre 2006  | Mt. Lemmon Survey |
| 319925 - | 2006 YZ19                | 27 dicembre 2006  | Sarneczky, K.     |
| 319926 - | 2006 YH20                | 21 dicembre 2006  | Spacewatch        |
| 319927 - | 2006 YX22                | 31 agosto 2005    | Spacewatch        |
| 319928 - | 2006 YB26                | 21 dicembre 2006  | Spacewatch        |
| 319929 - | 2006 YF26                | 21 dicembre 2006  | Spacewatch        |
| 319930 - | 2006 YH35                | 21 dicembre 2006  | Spacewatch        |
| 319931 - | 2006 YD38                | 21 dicembre 2006  | Spacewatch        |
| 319932 - | 2006 YL41                | 22 dicembre 2006  | LINEAR            |
| 319933 - | 2006 YQ42                | 23 dicembre 2006  | CSS               |
| 319934 - | 2006 YS45                | 21 dicembre 2006  | Mt. Lemmon Survey |
| 319935 - | 2006 YS48                | 24 dicembre 2006  | Spacewatch        |
| 319936 - | 2006 YE50                | 21 dicembre 2006  | Buie, M. W.       |
| 319937 - | 2006 YB53                | 20 dicembre 2006  | Mt. Lemmon Survey |
| 319938 - | 2006 YD53                | 21 dicembre 2006  | CSS               |
| 319939 - | 2007 AR2                 | 8 gennaio 2007    | Mt. Lemmon Survey |
| 319940 - | 2007 AQ15                | 10 gennaio 2007   | Mt. Lemmon Survey |
| 319941 - | 2007 BP8                 | 16 gennaio 2007   | CSS               |
| 319942 - | 2007 BM9                 | 17 gennaio 2007   | NEAT              |
| 319943 - | 2007 BE11                | 17 gennaio 2007   | Spacewatch        |
| 319944 - | 2007 BR16                | 17 gennaio 2007   | NEAT              |
| 319945 - | 2007 BE17                | 17 gennaio 2007   | Spacewatch        |
| 319946 - | 2007 BG20                | 23 gennaio 2007   | LINEAR            |
| 319947 - | 2007 BU26                | 26 agosto 2005    | NEAT              |
| 319948 - | 2007 BZ27                | 24 gennaio 2007   | Mt. Lemmon Survey |
| 319949 - | 2007 BC28                | 24 gennaio 2007   | Mt. Lemmon Survey |
| 319950 - | 2007 BJ32                | 24 gennaio 2007   | Mt. Lemmon Survey |
| 319951 - | 2007 BE34                | 24 gennaio 2007   | Mt. Lemmon Survey |
| 319952 - | 2007 BN36                | 2 novembre 2005   | Mt. Lemmon Survey |
| 319953 - | 2007 BY37                | 24 gennaio 2007   | Mt. Lemmon Survey |
| 319954 - | 2007 BW39                | 24 gennaio 2007   | Mt. Lemmon Survey |
| 319955 - | 2007 BG47                | 26 gennaio 2007   | Spacewatch        |
| 319956 - | 2007 BM57                | 24 gennaio 2007   | CSS               |
| 319957 - | 2007 BL64                | 27 gennaio 2007   | Mt. Lemmon Survey |
| 319958 - | 2007 BD65                | 27 gennaio 2007   | Mt. Lemmon Survey |
| 319959 - | 2007 BO70                | 27 gennaio 2007   | Mt. Lemmon Survey |
| 319960 - | 2007 BB74                | 27 gennaio 2007   | Mt. Lemmon Survey |
| 319961 - | 2007 BX74                | 27 gennaio 2007   | Spacewatch        |
| 319962 - | 2007 BP75                | 17 gennaio 2007   | Spacewatch        |
| 319963 - | 2007 BT76                | 8 gennaio 2007    | Mt. Lemmon Survey |
| 319964 - | 2007 BH78                | 24 gennaio 2007   | CSS               |
| 319965 - | 2007 BC99                | 12 ottobre 2005   | Spacewatch        |
| 319966 - | 2007 BT99                | 16 gennaio 2007   | CSS               |
| 319967 - | 2007 BP100               | 24 gennaio 2007   | Mt. Lemmon Survey |
| 319968 - | 2007 BC102               | 17 gennaio 2007   | CSS               |
| 319969 - | 2007 CX2                 | 6 febbraio 2007   | Spacewatch        |
| 319970 - | 2007 CK3                 | 6 febbraio 2007   | Spacewatch        |
| 319971 - | 2007 CU6                 | 24 dicembre 2006  | Spacewatch        |
| 319972 - | 2007 CC9                 | 6 febbraio 2007   | Spacewatch        |
| 319973 - | 2007 CQ15                | 6 febbraio 2007   | Mt. Lemmon Survey |
| 319974 - | 2007 CB17                | 8 febbraio 2007   | Spacewatch        |
| 319975 - | 2007 CB18                | 8 febbraio 2007   | Mt. Lemmon Survey |
| 319976 - | 2007 CA28                | 6 febbraio 2007   | Spacewatch        |
| 319977 - | 2007 CP28                | 6 febbraio 2007   | Mt. Lemmon Survey |
| 319978 - | 2007 CH29                | 6 febbraio 2007   | Mt. Lemmon Survey |
| 319979 - | 2007 CV30                | 6 febbraio 2007   | Mt. Lemmon Survey |
| 319980 - | 2007 CX30                | 6 febbraio 2007   | Mt. Lemmon Survey |
| 319981 - | 2007 CW39                | 6 febbraio 2007   | Mt. Lemmon Survey |
| 319982 - | 2007 CN50                | 8 febbraio 2007   | NEAT              |
| 319983 - | 2007 CL54                | 6 febbraio 2007   | Spacewatch        |
| 319984 - | 2007 CB59                | 10 febbraio 2007  | CSS               |
| 319985 - | 2007 CU60                | 10 febbraio 2007  | CSS               |
| 319986 - | 2007 CW62                | 15 febbraio 2007  | CSS               |
| 319987 - | 2007 CY79                | 9 febbraio 2007   | Spacewatch        |
| 319988 - | 2007 DK                  | 17 febbraio 2007  | CSS               |
| 319989 - | 2007 DW1                 | 22 ottobre 2006   | Mt. Lemmon Survey |
| 319990 - | 2007 DO2                 | 16 febbraio 2007  | CSS               |
| 319991 - | 2007 DY7                 | 17 febbraio 2007  | Spacewatch        |
| 319992 - | 2007 DY9                 | 17 febbraio 2007  | Spacewatch        |
| 319993 - | 2007 DD17                | 17 febbraio 2007  | Spacewatch        |
| 319994 - | 2007 DO21                | 17 febbraio 2007  | Spacewatch        |
| 319995 - | 2007 DS21                | 17 febbraio 2007  | Spacewatch        |
| 319996 - | 2007 DP24                | 17 febbraio 2007  | Spacewatch        |
| 319997 - | 2007 DE27                | 17 febbraio 2007  | Spacewatch        |
| 319998 - | 2007 DH27                | 17 febbraio 2007  | Spacewatch        |
| 319999 - | 2007 DM27                | 17 febbraio 2007  | Spacewatch        |
| 320000 - | 2007 DQ27                | 17 febbraio 2007  | Spacewatch        |